# Myotomys
Myotomys är enligt Mammal Species of the World (2005) ett släkte av gnagare i familjen råttdjur. Arterna listas vanligen i släktet egentliga öronråttor (Otomys), till exempel av IUCN. Genetiska studier tyder på att arterna är närmare släkt med visselråttor (Parotomys) än med andra egentliga öronråttor. Myotomys kan även vara systergruppen till de andra två släktena. Alla tre släkten sammanfattas i en släktgrupp eller i en underfamilj, Otomyinae.
Släktet utgörs av följande arter.
- Myotomys sloggetti lever i östra Sydafrika och i Lesotho.
- Myotomys unisulcatus förekommer i regionen Karroo i västra Sydafrika.

I arternas artiklar används taxonomin enligt IUCN.
Dessa gnagare blir 93 till 205 mm långa (huvud och bål), har en 47 till 106 mm lång svans och väger 45 till 156 g. Arten Myotomys sloggetti har främst en grå päls samt en rödaktig nos. Habitatet utgörs av stäpper, halvöknar och buskskogar (fynbos och karoo). Individerna klättrar i växtligheten och går på marken. De äter främst blad och frukter. Före den kalla årstiden skapas ett förråd.